# Кутарну
Кутарну (фр. Coutarnoux) насеље је и општина у источном делу централне Француске у региону Бургоња, у департману Јон која припада префектури Авалон.
По подацима из 2011. године у општини је живело 113 становника, а густина насељености је износила 13,02 становника/km². Општина се простире на површини од 8,68 km². Налази се на средњој надморској висини од 280 метара (максималној 332 m, а минималној 214 m).

## Демографија
| 1962. | 1968. | 1975. | 1982. | 1990. | 1999. | 2011. |
| ----- | ----- | ----- | ----- | ----- | ----- | ----- |
| 108   | 110   | 91    | 85    | 99    | 98    | 113   |

График промене броја становника у току последњих година